# Kyle Carter
Pour les articles homonymes, voir Carter.
Kyle Carter, né le 8 janvier 1969 à Calgary, est un cavalier canadien de concours complet.

## Carrière
Il participe aux Jeux olympiques d'été de 2008 à Pékin sans obtenir de médaille.
Aux Jeux équestres mondiaux de 2010 à Lexington, il remporte la médaille d'argent en concours complet par équipes, avec Stephanie Rhodes-Bosch, Selena O'Hanlon et Hawley Bennett-Awad.